# Paweł Fajdek
Paweł Fajdek (Świebodzice, 4 de junho de 1989) é um atleta do lançamento de martelo polonês, medalhista olímpico e pentacampeão mundial da modalidade.
Fajdek representou a Polônia no Campeonato Mundial Júnior de 2008 em Bydgoszcz, terminando perto do pódio em quarto lugar, apesar de ter batido o novo recorde polonês para juniores de 75,31 metros. Ele quebrou pela primeira vez os 80 metros no encontro Ostrava Golden Spike em maio de 2012. Nos Jogos Olímpicos de Verão de 2020, conquistou a medalha de bronze com a marca de 81,53 metros. Seus maiores feitos no martelo, entretanto, foram conquistados no Campeonato Mundial de Atletismo, onde ganhou a medalha de ouro por cinco edições consecutivas, entre Moscou 2013 e Eugene 2022. Ele é o segundo atleta na história do Campeonato Mundial – e o único em atividade – a ser pentacampeão de uma prova, após o ucraniano Sergei Bubka, do salto com vara, que tem seis vitórias em sequência.